# Encefalite da anticorpi anti-NMDA
L'encefalite da anticorpi anti-NMDA o encefalite limbica associata ad anticorpi anti-recettore NMDA o encefalite anti-NMDAR è una rara encefalite autoimmune causata dal sistema immunitario adattativo che attacca le cellule nervose sane nel cervello.
Sebbene questa malattia venga spesso definita "limbica", il coinvolgimento è raramente limitato al sistema limbico e le analisi post mortem di solito mostrano il coinvolgimento di altre parti del cervello.
Negli adulti, porta a sintomi che inizialmente possono essere interpretati erroneamente come una malattia mentale. Ad esempio, è comune che la malattia inizi con ansia, insonnia e deliri. Tipiche della malattia sono anche le difficoltà nell'orientarsi nel tempo e nello spazio, e le difficoltà nel comprendere e trovare le parole in una conversazione.
Nei bambini con encefalite anti-NMDAR, i primi sintomi sono cambiamenti comportamentali. Lo sviluppo può anche fermarsi o tornare indietro in modo che i bambini non possano più fare cose che potevano fare prima, come camminare o parlare. I bambini con la malattia tendono anche ad avere difficoltà a coordinare i loro movimenti e possono iniziare a fare movimenti compulsivi ripetitivi.
Se la malattia continua a svilupparsi, si verificano crisi epilettiche con sintomi come contrazioni muscolari e perdita di coscienza, che si verificano sia nei bambini che negli adulti. Nei casi più gravi, si verificano disturbi gravi nel sistema nervoso autonomo, che tra le altre cose influisce sul ritmo cardiaco, sulla pressione sanguigna e sulla respirazione. Questi sono sintomi che possono portare a condizioni potenzialmente letali e richiedono cure intensive.

struttura chimica del NMDA.

La malattia è dovuta al fatto che, per ragioni sconosciute, il sistema immunitario inizia a produrre anticorpi contro le cellule che trasportano i recettori NMDA (recettori del N-metil-D-aspartato) sulla loro superficie. I recettori NMDA sono attivati dal neurotrasmettitore glutammato e si trovano principalmente sulle cellule nervose nei lobi frontali e temporali del cervello. Queste cellule nervose sono importanti per funzioni come la memoria e l'apprendimento.
L'encefalite anti-NMDAR si manifesta in due forme: una che è collegata a un tumore congenito delle ovaie (teratoma) e l'altra che non ha questo legame. L'encefalite anti-NMDAR si manifesta nelle donne e negli uomini di tutte le età, ma la maggior parte delle persone che si ammalano sono donne di età inferiore ai 30 anni. Il rischio di encefalite anti-NMDAR legata al teratoma è maggiore nelle ragazze a partire dai dodici anni e nelle giovani donne.
Il trattamento si concentra principalmente sulla riduzione dell'infiammazione che colpisce la funzione del cervello. Nella maggior parte delle persone, il trattamento allevia in gran parte i sintomi, anche se il recupero richiede molto tempo, soprattutto negli adulti.
L'encefalite anti-NMDAR è stata descritta e nominata per la prima volta nel 2007 dall'équipe del neurologo Josep Dalmau. Dalla sua scoperta, sono stati descritti diversi stati patologici correlati, in cui il sistema immunitario produce anticorpi contro altri tipi di recettori nel sistema nervoso. Questi includono varie forme di condizioni neurologiche in cui possono essere rilevati anticorpi contro i recettori del glutammato, i recettori del potassio e i recettori della glicina.

## Epidemiologia
Non ci sono dati affidabili sul numero di persone che sviluppano encefalite anti-NMDAR. È stato eseguito solo un importante studio basato sulla popolazione. Sia per i bambini che per gli adulti, si stima che poco meno di 1 su milione di abitanti sviluppi ogni anno un'encefalite anti-NMDAR. Secondo il California Encephalitis Project , L'encefalite anti-NMDAR ha un impatto maggiore dell'encefalite virale tra la popolazione sotto i 30 anni. La più ampia serie di casi coinvolge 577 pazienti con encefalite del recettore anti-NMDA . Questo studio ha concluso che le donne sono colpite in modo sproporzionato, con l'81% dei casi registrati. L'età in cui si manifesta la malattia è spostata verso la giovinezza: l'età media è di 21 anni al momento della diagnosi; oltre un terzo dei casi sono bambini, mentre solo il 5% dei casi sono pazienti con più di 45 anni. Questa stessa serie ha mostrato che 394 pazienti su 501 (79%) hanno progredito favorevolmente a 24 mesi. Trenta pazienti (6%) sono morti e gli altri hanno avuto sequele più o meno gravi. Questo studio ha anche confermato che i pazienti con questa condizione legata al teratoma erano più di origine asiatica o africana.
Vari studi retrospettivi suggeriscono che l'incidenza sia sottostimata e che molte encefaliti di origine sconosciuta o considerate secondarie ad una infezione virale siano immunomediate. L'incidenza effettiva è probabilmente più alta, anche perché la condizione è stata descritta recentemente e i sintomi possono essere interpretati erroneamente per varie malattie mentali.

## Eziologia
Si ritiene che le due forme di encefalite anti-NMDAR abbiano cause diverse.
Nell'encefalite anti-NMDAR con teratoma, sono probabilmente le cellule tumorali che attivano il sistema immunitario. I teratomi nelle ovaie sono tumori congeniti generalmente benigni. Tipico del teratoma è che possono essere costituiti da diversi tipi di tessuto, come ossa, capelli, cartilagine e tessuto nervoso. Le cellule del teratoma non sembrano cellule sane, che possono attivare il sistema immunitario, che quindi inizia a produrre anticorpi diretti contro le cellule tumorali. Nei casi in cui gli anticorpi si leghino ai recettori NMDA, anche le cellule sane del cervello saranno danneggiate. Sulle cellule nervose sane, i recettori NMDA si trovano su una sorta di protrusione o rami (dendriti), che agiscono come superfici di contatto con altre cellule nervose. Gli anticorpi danneggiano le superfici di contatto, il che porta alla distruzione delle connessioni tra le diverse cellule nervose. Tuttavia, l'encefalite anti-NMDAR di solito non causa una morte diffusa delle cellule nervose. Quando l'infiammazione nel cervello è finita, le connessioni nervose danneggiate dalla malattia possono parzialmente guarire.
Nella forma che non è collegata al teratoma, è probabilmente un'infezione virale o batterica che provoca l'attivazione errata del sistema immunitario dell'organismo. Ad esempio, è stato dimostrato che le persone che hanno contratto l'encefalite a causa dell'infezione da virus dell'herpes hanno un rischio maggiore di sviluppare un'encefalite anti-NMDAR. Il paziente che prima aveva avuto l'encefalite da HSV può, poche settimane dopo, tornare in ospedale con quella che era chiamata "coreatetosi HSV" e si pensava fosse una ricaduta. Ora, è stato identificato che il 30% di questi pazienti ha un'encefalite anti-NMDAR.
Oltre alla coreoatetosi HSV, altri disturbi come l'encefalite letargica con discinesie o movimenti anormali o l'encefalite di eziologia poco chiara con movimenti anormali sono ora identificati come encefalite anti-NMDAR.

## Clinica
L'encefalite anti-NMDAR si manifesta a tutte le età e in entrambi i sessi, ma la maggior parte di coloro che si ammalano sono le ragazze della pubertà e le giovani donne. I primi sintomi di solito si sviluppano nell'arco di pochi giorni o settimane.
Più della metà sperimenta una fase iniziale e transitoria con sintomi simil-influenzali. Dopo alcune settimane compaiono sintomi come ansia, insonnia, paura, deliri e mania. Il quadro dei sintomi può ricordare la psicosi, ma varia notevolmente tra le diverse persone. Nella maggior parte dei casi, portano al sospetto di malattia mentale e alla ricerca di cure psichiatriche.
L'effetto sulle cellule nervose del cervello porta anche a funzioni cognitive alterate, inclusa la memoria a breve termine. È comune per le persone affette da questa malattia avere difficoltà a trovare e comprendere le parole in una conversazione e iniziare a ripetere parole e frasi (ekolali). Alcuni smettono di parlare completamente (mutismo). Il cambiamento nelle funzioni cognitive a volte può essere oscurato dai sintomi mentali.
Se il decorso della malattia continua a svilupparsi, si aggiungono sintomi mentali più pronunciati come l'alternanza di comportamenti irrequieti (agitazione) e stati di immobilità con muscoli tesi (catatonia). È anche tipico della malattia che le espressioni facciali siano influenzate da movimenti ripetuti di labbra, lingua e bocca (discinesie orofacciali).
Nei bambini più piccoli, la malattia di solito inizia con cambiamenti comportamentali, come iperattività, difficoltà a dormire, sbalzi d'umore e aggressività. Lo sviluppo dei bambini può fermarsi o tornare indietro in modo che i bambini non possano più fare cose che potevano fare prima, come camminare o parlare. I bambini tendono anche ad avere sintomi neurologici come movimenti scoordinati e movimenti ripetuti compulsivamente. I sintomi psicotici sono meno comuni nei bambini che negli adulti con encefalite anti-NMDAR. Non è noto come le funzioni cognitive dei bambini siano influenzate dalla malattia.
Sia i bambini che gli adulti possono avere convulsioni epilettiche con sintomi come contrazioni muscolari del viso, braccia o gambe e perdita di coscienza. Le crisi maggiori con convulsioni gravi e perdita di coscienza (crisi tonico-cloniche generalizzate) sono meno comuni, ma possono diventare pericolose per la vita se si prolungano (stato epilettico).
In alcune persone, si verificano gravi disturbi nel sistema nervoso autonomo che regolano le funzioni degli organi interni. Può portare a condizioni pericolose per la vita con febbre, fluttuazioni della pressione sanguigna, arresto respiratorio e arresto cardiaco.

## Diagnosi
I bambini più grandi e gli adulti dovrebbero essere sottoposti a screening per l'encefalite anti-NMDAR se sviluppano rapidamente sintomi mentali e cambiamenti cognitivi come disturbi della memoria e disturbi del linguaggio. Ciò è particolarmente vero se anche il modello di movimento è cambiato o se ci sono sospette crisi epilettiche.
Nel caso dei bambini più piccoli, la malattia dovrebbe essere sospettata se un bambino precedentemente sano perde abilità, ha cambiato comportamento e ha influenzato i modelli di movimento. Nei bambini più piccoli, le crisi epilettiche possono verificarsi nelle prime fasi del processo.
La diagnosi di encefalite anti-NMDAR viene effettuata mediante un'analisi del sangue e / o del liquido spinale. Se l'analisi mostra che ci sono anticorpi contro i recettori NMDA, conferma la diagnosi, soprattutto se gli anticorpi sono presenti nel liquido spinale. In alcuni individui, gli anticorpi possono essere rilevati solo nel liquido cerebrospinale. Molto spesso, sono le persone che hanno già ricevuto un trattamento immunosoppressivo.
Nella maggior parte delle persone con la malattia, ci sono altre anomalie nel liquido spinale che indicano una reazione infiammatoria. Ad esempio, sono comuni un aumento da lieve a moderato del numero di globuli bianchi e una maggiore concentrazione di alcune proteine. Il test può anche mostrare un pattern anticorpale alterato (bande oligoclonali) ed è comune con un aumento di alcuni marker di danno nervoso.
Un esame con l'elettroencefalografia (EEG) di solito mostra anomalie nell'attività cerebrale. Le anomalie possono essere aspecifiche, ma spesso mostrano uno schema indicativo di attività epilettica.
Il cervello può anche essere esaminato con una telecamera di risonanza magnetica (MRI), ma nella metà di quelli con encefalite anti-NMDAR non si vedono cambiamenti. Le anomalie che possono verificarsi sono una maggiore intensità dei segnali nel cervelletto, nella corteccia cerebrale o nei gangli della base.
Tutte le donne che sviluppano un'encefalite anti-NMDAR devono essere esaminate con una risonanza magnetica che può mostrare se c'è teratoma nelle ovaie.

## Terapia e prognosi
Se si riscontra un tumore nel paziente, la prognosi a lungo termine è generalmente migliore e il rischio di recidiva inferiore: il tumore può essere rimosso rimuovendo così la fonte dell'autoanticorpo. È generalmente accettato che la diagnosi precoce e il trattamento aggressivo migliorino i risultati dei pazienti, ma questo è impossibile da dire a causa della mancanza di studi clinici randomizzati. Poiché la maggior parte dei pazienti viene inizialmente visitata da uno psichiatra, è essenziale che tutti i medici - e in particolare gli psichiatri - tengano conto dell'encefalite anti-NMDAR nelle loro ipotesi diagnostiche di fronte a una crisi psicotica acuta in un soggetto giovane senza un passato neuropsichiatrico.
Se viene rilevato un tumore, la sua rimozione deve essere simultanea a una prima linea di trattamento immunoterapico. Il trattamento si concentra sulla rapida riduzione della quantità di anticorpi nocivi per smorzare la risposta immunitaria e quindi il rischio di ulteriori danni al sistema nervoso.
Il trattamento inizia con grandi dosi di cortisone che ha una funzione generalmente immunosoppressiva. Il trattamento con cortisone ad alte dosi può essere somministrato come infusione endovenosa, di solito per tre giorni consecutivi. Dovrebbe essere combinato con la terapia immunoglobulinica che neutralizza gli anticorpi dannosi o la plasmaferesi che secerne gli anticorpi dannosi dal sangue.
Potrebbe essere necessario ripetere il trattamento più volte.
La metà dei pazienti con encefalite anti-NMDAR fallisce l'immunoterapia iniziale e può richiedere opzioni di trattamento di seconda linea, con recidive che si verificano nel 12% dei casi.
I farmaci rituximab e ciclofosfamide hanno un effetto documentato sulle malattie neurologiche causate da anticorpi dannosi. I farmaci possono essere combinati. Se non hanno un effetto sufficiente, potrebbe essere necessario un ulteriore trattamento. Bortezomib è un farmaco che elimina le plasmacellule che producono anticorpi e recentemente (2017) è stato segnalato per essere efficace nell'encefalite anti-NMDAR.
Altri farmaci, come l'alemtuzumab, sono usati solo sperimentalmente.
Potrebbero essere necessari diversi mesi per riprendersi dall'encefalite anti-NMDAR. I sintomi si ripresentano nell'ordine inverso: il paziente può nuovamente avere un attacco psicotico.
Le ricadute sono possibili ma rare, il più delle volte con sintomi meno gravi rispetto al primo attacco  .